# Trading Twilight for Daylight
Trading Twilight For Daylight è l'album di debutto del gruppo indie rock statunitense Great Northern. 

## Il disco
L'album fu registrato al "Donner & Blitzen" studio in Arcadia, California, insieme al produttore Mathias Schneeberger, già produttore dei Queens of the Stone Age. Il titolo fu concepito da Rachel Stolte che dichiarò che il crepuscolo è il periodo favorito del giorno, e che desidererebbe che duri di più.
L'album,  fu pubblicato negli Stati Uniti il 15 maggio 2007.
Il singolo "Home" fu usato per una pubblicità nel 2008 per la Nissan Murano, ed inoltre fu inserita nella colonna sonora del film 21 con Jim Sturgess.
La loro canzone "Low is a Height" fu usata per una pubblicità dell'NBA. Loro registrarono la canzone "Into the Sun" in Simlish inserita nell'EP di The Sims 2: FreeTime.

## Tracce
1. Our Bleeding Hearts – 3:46
2. Just a Dream – 5:44
3. Home – 3:49
4. Telling Lies – 3:37
5. Low is a Height – 5:15
6. City of Sleep – 4:40
7. A Sun a Sound – 3:59
8. Into the Sun – 4:23
9. The Middle – 3:09
10. Babies – 5:02

### Tracce bonus
1. Winter - 2:00 (iTunes Bonus Edition)